# Ville-sur-Cousances
Ville-sur-Cousances é uma comuna francesa na região administrativa de Grande Leste, no departamento de Meuse. Estende-se por uma área de 9,59 km². Em 2010 a comuna tinha 143 habitantes (densidade: 14,9 hab./km²).